# José Ramón Alonso Rodríguez-Nadales
José Ramón Alonso Rodríguez-Nadales (Oviedo, 6 de setembre de 1916 – Madrid, 2 d'agost de 2000) fou un periodista espanyol. Va estudiar ciències polítiques i periodisme i es va diplomar pel Centre Superior d'Estudis de la Defensa Nacional. El 1937 va ser nomenat director del diari asturià Región, on va ser redactor i subdirector entre 1935 i 1939. El 1938 va ser escollit oficial de propaganda de l'Exèrcit, on va intervenir en les ofensives d'Aragó i de Catalunya. El 1939 es va incorporar a la redacció del periòdic falangista Arriba, i des de 1942 va ser corresponsal a Tànger, França i Suïssa. Entre 1951 i 1958 va dirigir Radio Nacional de España, moment en què es van intensificar les emissions a Amèrica Llatina. Des de 1956 va ser director dels programes diaris de Televisió Espanyola. A partir de 1959 va treballar en els serveis de Turisme d'Espanya al Marroc i Portugal, i també en assumptes sindicals. Va ser des de 1970 president del Sindicat d'Hostaleria, i el 1967 va ser escollit procurador a les Corts Espanyoles en representació sindical.
A inicis de 1963 va ser nomenat director del diari barceloní Solidaridad Nacional. Entre 1969 i 1970 va dirigir l'agència SIS i els setmanaris Tiempo Nuevo i La Voz Social, de 1972 a 1973 va ser el director de Sábado Gráfico substituint Eugenio Suárez Gómez, i del 1976 al 1979 va ocupar la direcció del diari Pueblo, en substitució de Juan Fernández Figueroa. A la dècada de 1980 va ser director general de Mitjans de Comunicació Social de l'Estat, en substitució d'Emilio Romero Gómez. Va ser professor de l'Escola de Periodisme. Va col·laborar en el Centre Superior d'Estudis de la Defensa Nacional i va ser membre de l'Institut Espanyol d'Estudis Estratègics del Ministeri de Defensa d'Espanya. Entre els seus reconeixements, destaquen la Gran Creu de l'Orde de Cisneros, la Comanda de l'Orde del Mèrit Civil, un Premi Ondas (1954) per les seves cròniques d'actualitat espanyola i estrangera, i el Premi Nacional de Periodisme José Antonio Primo de Rivera (1964) pels seus editorials publicats a Solidaridad Nacional.